# كفر الحاج حسن
قرية كفر الحاج حسن هي إحدى القرى التابعة لمركز ديرب نجم في محافظة الشرقية في جمهورية مصر العربية. حسب إحصاءات سنة 2006، بلغ إجمالي السكان في كفر الحاج حسن 4246 نسمة، منهم 2204 رجل و2042 امرأة.